# Бант (бејзбол)
Бант се изводи тако што се палица положи хоризонтално у односу на терен, с намером да се са баченом лоптицом оствари минимални контакт како би она упала у игру у дозвољеној површини. Ако се успешно изврши, одбрана мора да уложи већи напор да дође до лоптице и избаци играча, пошто или бацач мора да сиђе са брда, или неко од играча из ближе одбране (infield) мора да дотрчи до лоптице и да је баци на неку од база пре него што неки тркач дође до базе. Уколико бацач има два страјка, а ударач изведе бант после кога лоптица није отишла у дозвољени део терена (fair territory), бацач истог тренутка добија трећи погодак и ударач испада из игре. То правило је историјски настало како ударачи не би плански умарали бацача или неког играча ближе одбране (infield).
Појам сличан овом је дроп шот (drop shot) у тенису.